# Enebakkneset
Land (P17) saknas i Q13406268.
Enebakkneset är en by i Lillestrøms kommun i Akershus fylke i sydöstra Norge. Byn ligger vid riksväg 22, på östra sidan av sjön Øyeren.
Tidigare har orten tillhört Enebakks kommun, därefter dåvarande Fets kommun.